# Simulium tumpaense
Simulium tumpaense är en tvåvingeart som beskrevs av Takaoka och Roberts 1988. Simulium tumpaense ingår i släktet Simulium och familjen knott. Inga underarter finns listade i Catalogue of Life.